# کیان تاج‌بخش
یحیی کیان تاجبخش (زاده ۱۳۴۰ در تهران) برنامه‌ریز شهری و پژوهشگر ایرانی- آمریکایی است. او فارغ‌التحصیل مقطع دکترای برنامه‌ریزی شهری از دانشگاه کلمبیا و استاد مدعو برنامه‌ریزی شهری در مدرسه عالی معماری، برنامه‌ریزی و حفاظت دانشگاه کلمبیا است.

## زندگی‌نامه
جهانبخش متولد ۱۳۴۰ در تهران است و از هشت سالگی در انگلستان تحصیل کرده است. پدر تاجبخش مسئول روابط عمومی دفتر فرح پهلوی بود. او در سال ۱۹۷۵ به سوئیس رفته و در سازمان ملل مشغول کار دفتری شد.
تاجبخش، استاد جامعه‌شناسی شهری، نماینده مؤسسه «جامعه باز» یا همان بنیاد آمریکایی «سوروس» در ایران، مشاور بانک جهانی در تهران و مشاور برخی از وزارتخانه‌های جمهوری اسلامی در امور بهداشت، مقابله با ایدز و اعتیاد و از کمک رسانان به زلزله‌زدگان بم بود. او استاد سابق دانشگاه نوین تحقیقات اجتماعی نیویورک بود و به عنوان مشاور برای چندین سازمان دولتی ازجمله سازمان شهرداری‌ها و سازمان تأمین اجتماعی مشغول به کار بوده است. وی اگرچه مدرس رسمی دانشگاه‌های ایران نبوده، اما از سال ۱۳۸۳ با حضور در کلاس‌های «جامعه‌شناسی شهری» به عناوین مختلفی چون استاد «دانشگاه نوین تحقیقات اجتماعی نیویورک» پیرامون کیفیت «شبکه‌سازی اجتماعی» در مقام یک «سرمایه اجتماعی» سخنرانی کرده است.

### بازداشت در ۱۳۸۶
تاجبخش در اردیبهشت ۱۳۸۶ توسط نیروهای امنیتی جمهوری اسلامی ایران دستگیر شد. دلیل دستگیری او، اقداماتش در مؤسسه جامعه باز عنوان شده بود. اعترافات تلویزیونی او که در خرداد ۱۳۸۶ منتشر شد نیز به همین موضوع اشاره داشت. در این فیلم اعترافات که از تلویزیون جمهوری اسلامی پخش شد، تاجبخش مدی شد: «مؤسسه جامعه باز تلاش می‌کرده تا فاصله حکومت و مردم بیشتر شود». عناوین اتهامی وی توسط قوه قضائیه ایران، اقدام علیه امنیت ملی از طریق فعالیت جاسوسی و تبلیغی بود.
او پس از ۴ ماه حبس در زندان، با قرار وثیقه ۱۰۰ میلیون تومانی آزاد شد.

### بازداشت در ۱۳۸۸

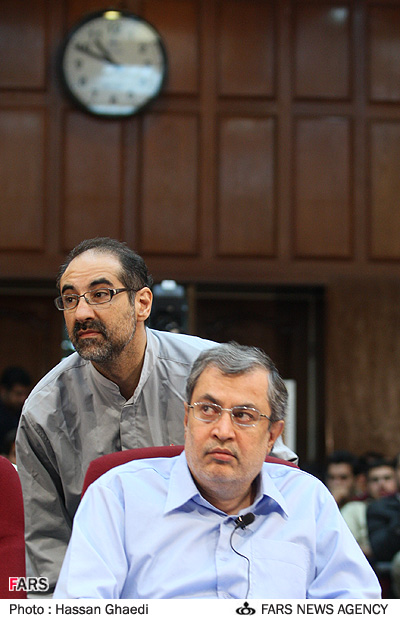
از راست: سعید حجاریان و تاج‌بخش در دادگاه متهمان به کودتای مخملی

وی پس از انتخابات دهم ریاست‌جمهوری و بدنبال حوادث جنجال‌برانگیز پس از انتخابات، در روز ۱۸ تیر ۱۳۸۸ بازداشت شد. اتهامات او برای بازداشتش توسط قوه قضائیه جمهوری اسلامی «ارتباط با عناصر بیگانه، قبول سمت مشاوره بنیاد جرج سوروس در ایران برای طراحی براندازی نرم علیه نظام جمهوری اسلامی، فعالیت تبلیغی علیه جمهوری اسلامی از طریق شرکت در تجمعات غیرقانونی و ایجاد شبهه تقلب در نتیجه انتخابات» عنوان شده بودند.
به گفته وکیل او، دادگاه در ابتدا او را به ۱۲ سال حبس محکوم کرد. برخی منابع ۱۵ سال حبس را برای او مدعی شدند. دادگاه تجدید نظر اما در مجازات او تخفیف داده و حبس او را به ۵ سال کاهش داد.
دادگاه بدوی، تاجبخش را به ۱۵ سال حبس محکوم کرده بود اما این حکم در دادگاه تجدید نظر به ۵ سال کاهش یافت. او ۹ ماه پس از بازداشت با قرار وثیقه ۸۰۰ میلیون تومانی، برای مدت ۱۵ روز از زندان آزاد شد.
او در شامگاه شنبه ۲۲ اسفند ۱۳۸۸ آزاد شد.

## در نظرگاه دیگران
- دیده‌بان حقوق بشر، بازداشت و پخش اعترافات از وی را در سال ۱۳۸۶ محکوم کرد. این سازمان گفته است که «بسیاری از بازداشت شدگان اخیر تحت شرایط نامساعد و در سایه نقض قانون، برای انجام پروژه اعتراف‌گیری تحت فشارهای شدید جسمی و روانی قرار گرفته‌اند»[۲]
- خانواده او در بازداشت مربوط به سال ۱۳۸۸ مدعی شدند که بازداشتش برای گرفتن اعترافات اجباری برای استفاده در دادگاه است. آنها همچنین از انتشار عکس‌های تاجبش توسط خبرگزاری فارس ابراز ناراحتی کردند که نشان از فشار روحی و روانی بر تاجبخش بوده است.[۶]
- وزارت امور خارجه آمریکا نیز در اطلاعیه‌ای خواستار آزادی کیان تاجبخش، از شهروندان آمریکایی شد.[۶][۱۰] و حکم محکومیت او را ناعادلانه دانست.[۱۲]
- رسانه‌های مرتبط با جمهوری اسلامی، تاجبخش را از نظریه‌پردازان انقلاب مخملی می‌دانند که سعی در براندازی جمهوری اسلامی داشته است.[۱۴]

## آثار
- آرمان شهر: فضا، هویت و قدرت در اندیشه اجتماعی معاصر. ترجمه افشین خاکباز. تهران: نی، ۱۳۸۷. شابک ‎۹۷۸−۹۶۴−۳۱۲−۷۳۹−۸[۱۵]
- سرمایه اجتماعی: اعتماد، دموکراسی و توسعه. به کوشش کیان تاجبخش؛ نویسندگان مقاله‌ها رابرت پاتنام… [و دیگران]؛ ترجمه افشین خاکباز، حسن پویان. تهران: نشر پژوهش شیرازه، ۱۳۸۴. شابک ‎۹۶۴−۷۷۶۸−۳۶−۲[۱۶]
- The Promise of the City: Space, Identity, and Politics in Contemporary Social Thought. Berkeley: University of California Press, 2000. ISBN 0-520-22278-4